# Pabellón Korakuen
El Kōrakuen Hall (後楽園ホール Kōrakuen Hōru?) es una arena de la ciudad de Tokio, Japón, que acoge habitualmente combates de boxeo, lucha libre profesional y artes marciales mixtas. Situado dentro del Tokyo Dome City, fue inaugurado el 16 de abril de 1962, con una capacidad de 1.646 espectadores.
Dentro del mundo de la lucha libre profesional, está considerado el Madison Square Garden (MSG) del puroresu, ya que las principales promociones japonesas han realizado sus grandes eventos en este recinto, del mismo modo que lo hizo la WWE en el MSG durante los años 1980. El Korakuen Hall ha acogido a cada una de las empresas niponas, grandes o pequeñas, en activo o ya desaparecidas.
Como curiosidad señalar que, las sillas utilizadas en el Korakuen Hall son reparadas a 5.250 Yen por unidad, si son destrozadas en un combate que se desarrolle fuera del ring.

## Korakuen Hall 2
Está confirmada la construcción de un nuevo Korakuen Hall dentro del mismo Tokyo Dome City para el 2008, con una capacidad entre 2.500 y 3.000 personas. Tras la inauguración del nuevo recinto, Tokyo Dome Corporation, empresa que gestiona el Korakuen Hall original así como el Tokyo Dome, piensa continuar alquilando este espacio a precios más reducidos (actualmente en torno a 1.500.000 Yen por velada), para permitir a empresas más modestas usar las instalaciones de forma regular.